# Reizō Koike
Reizō Koike (小池礼三?, Koike Reizō; Shizuoka, 12 dicembre 1915 – 3 agosto 1998) è stato un nuotatore giapponese.

## Carriera
Specializzato nella rana ha vinto la medaglia d'argento nei 200 m alle Olimpiadi di Los Angeles 1932 e il bronzo, sempre nei 200 m rana, a Berlino 1936.
È diventato uno dei Membri dell'International Swimming Hall of Fame.

## Palmarès
- Olimpiadi

Los Angeles 1932: argento nei 200 m rana.
Berlino 1936: bronzo nei 200 m rana.